# Grup f/64

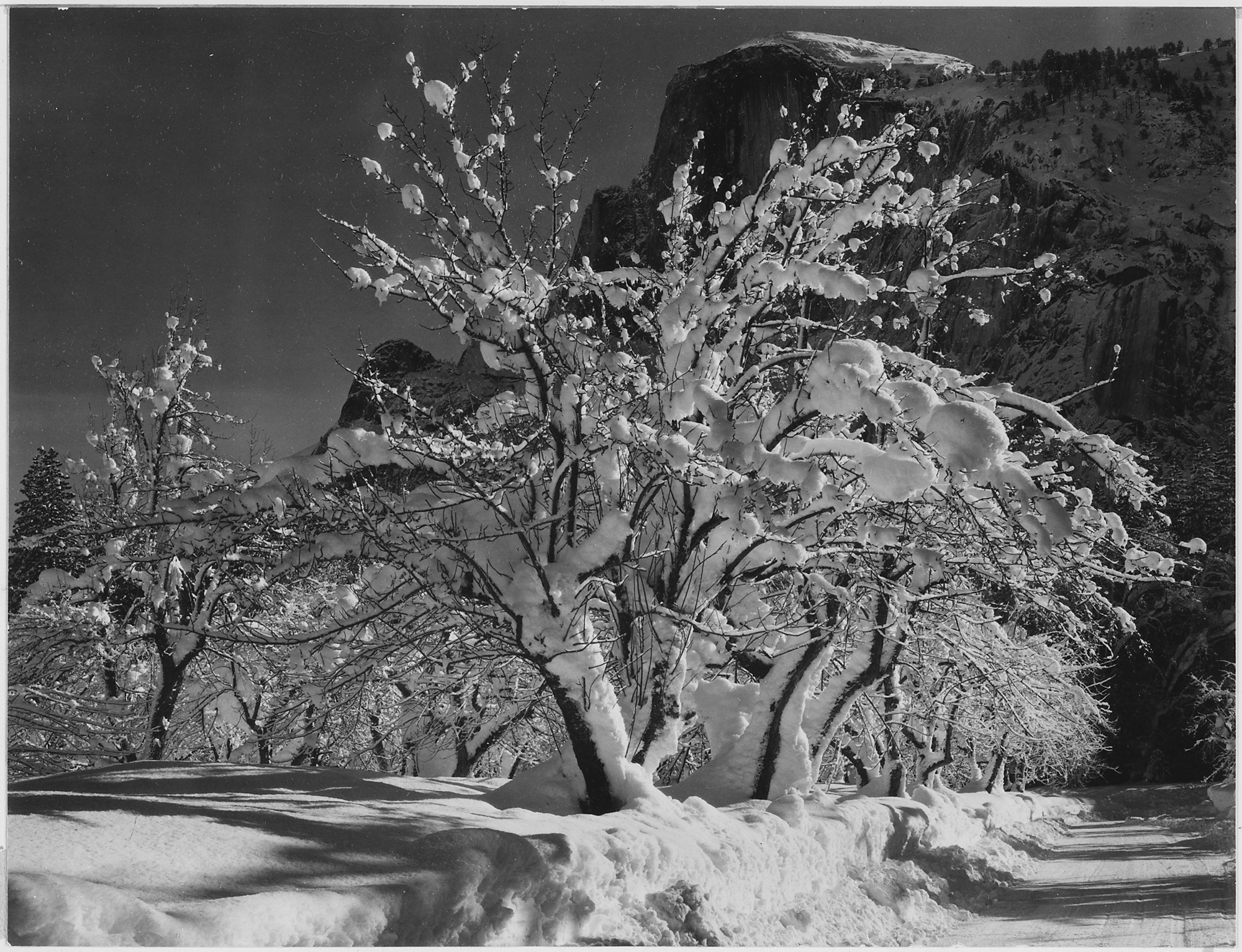
Ansel Adams: Half Dome, Apple Orchard, Yosemite, 1933

El Grup f/64 va ser una associació fotogràfica que es va fundar a San Francisco Califòrnia el 1932 sota la influència de Paul Strand. Ansel Adams, Edward Weston, Imogen Cunningham, Williard Van Dike, Brett Weston i Sonya Noskowiak van ser alguns dels seus membres més destacats. La proposta de f64 per a la fotografia artística està sintetitzada en el mateix nom del grup: el diafragma més tancat de l'objectiu fotogràfic, que dona com a resultat una imatge de màxima nitidesa.
Partidaris de la fotografia directa, és a dir, no manipulada, les seves fotografies més importants es caracteritzen per la seva gran profunditat de camp, el seu realisme, la composició, i el control de les zones. Els moviments de fotografia pura s'oposaven tant a les contradiccions del pictorialisme com a l'experimentació que realitzaven les avantguardes amb la fotografia.

## Antecedents
La dècada de 1920 a finals i principis de 1930 va ser una època d'agitació social i econòmica substancial als Estats Units. Els Estats Units estava patint a través de la Gran depressió i les persones estaven cercant un respir de les seves penúries quotidianes. The American West va ser vist com la base per a la futura recuperació econòmica a causa dels projectes d'obres públiques massives, com la presa Hoover. El públic va cercar notícies i imatges d'aquesta zona perquè representava una terra d'esperança en un temps trist. Estaven cada vegada més atrets pel treball de fotògrafs com Ansel Adams, quines fotografies sorprenentment detallades de l'oest dels Estats Units van ser considerats com «testimoni pictòric... de la inspiració i el poder redemptor».
Al mateix temps, els treballadors de tot el país van començar a organitzar-se per obtenir millors salaris i condicions de treball. Hi va haver un moviment cada vegada més gran entre la població econòmicament oprimida a unir-se en solidaritat i amb capacitat de negociació, i els fotògrafs van participar directament en aquestes activitats. Una mica abans de la formació del Grup f/64, Edward Weston va anar a una reunió del John Reed Clubs, que havia estat fundat per donar suport els artistes i escriptors marxistes. Aquestes circumstàncies no només van ajudar a establir la situació en què un grup d'amics d'idees afins van decidir agrupar-se al voltant d'un interès comú, sinó que va tenir un paper important en la forma en la qual pensaven sobre el seu esforç. Grup f/64 va ser més que un club d'artistes, que es van descriure a ells mateixos com involucrats en una batalla contra una «marea del pictorialismo opressor» i a aquest propòsit van definir la seva proclamació com un manifest, amb totes les connotacions polítiques que el seu nom implica.
Mentre tot aquest canvi social succeïa, els fotògrafs tenien dificultats per definir el que el seu medi semblava i se suposava que representen. Fins a la dècada de 1920 la norma estètica principal de la fotografia era el pictorialisme, defensada per Alfred Stieglitz i d'altres com la forma més elevada de l'art fotogràfic. Això va començar a canviar a començaments de 1920 amb una nova generació de fotògrafs com Paul Strand i Imogen Cunningham, però a la fi d'aquesta dècada encara no hi havia cap successor clar per al pictorialisme com una forma d'art visual comú. Fotògrafs com Weston estaven cansats amb la vella manera i estaven ansiosos de promoure la seva nova visió.
Els antecedents de f/64 es troben en l'última etapa del grup Photo-Secession, per la reflexions que introduís Alfred Stieglitz a través de la revista Camera Work; i clarament en l'obra fotogràfica i en les idees de Paul Strand sobre la fotografia artística.
A Alemanya va sorgir simultàniament un moviment amb algunes característiques similars anomenat Nova objectivitat. El grup es va desfer el 1935.

## Formació i participants
Grup f/64 es va crear quan el fotògraf Willard Van Dyke i Ansel Adams van decidir organitzar junt alguns dels seus companys fotògrafs un principi estètic comú. Van Dyke va ser aprenent d'Edward Weston, i a la dècada de 1930 va establir una petita galeria de fotografia a casa seva al 683 Brockhurst in Oakland. Va nomenar a la galeria «683», com una referència directa a Stieglitz i la seva anterior galeria de Nova York nomenada «291». La casa/galeria de Van Dyke es va convertir en un lloc de reunió per a un estret cercle de fotògrafs que amb el temps es va convertir en el nucli del grup f/64.
El 1931, Weston se li va donar una exposició al M. H. de Young Memorial Museum de San Francisco, i per l'interès del públic en aquest espectacle els fotògrafs que es van reunir a la casa de Van Dyke va decidir fer una exposició col·lectiva del seu treball. Ells van convèncer el director del Museu de Young per donar-los l'espai, i el 15 de novembre de 1932, la primera exposició del grup f/64 va ser oberta a grans multituds.

Un petit cartell a l'exposició anunciava:
| « | "Grup f/64 - - Ansel Adams - Imogen Cunningham - John Paul Edwards - Sonya Noskowiak - Henry Swift - Willard Van Dyke - Edward Weston anuncia una exposició de fotografies al M. H. de Young Memorial Museum. De tant en tant se'ls demanarà a altres fotògrafs per exhibir el seu treball amb el Grup f/64. Entre els invitats a aquesta primera mostra es troben: - Preston Holder - Consuelo Kanaga - Alma Lavenson - Brett Weston. | » |

Aquesta primera exposició constava de 80 fotografies, 10 d'elles realitzades per Adams, 9 per cada un dels fotògrafs del grup: Cunningham, Edwards, Noskowiak, Swift, Van Dyke i Edward Weston, i 4 per cada titular, Kanaga, Lavenson i Brett Weston. Les obres d'Edward Weston tenien un preu de $ 15 cadascuna, totes les altres eren de $ 10 cadascuna. L'exposició va continuar durant sis setmanes.
El 1934, el grup va publicar un anunci en la revista Camera Craft que deia «El grup f/64 inclou entre els seus membres noms tan coneguts com Edward Weston, Ansel Adams, Willard Van Dyke, John Paul Edwards, Imogen Cunningham, Consuelo Kanaga i d'altres.» Encara que aquesta convocatòria implicava que tots els fotògrafs de la primera exposició eren «membres» de Grup f/64, no tots eren considerats en un sentit propi. A una entrevista força més tard sobre la seva vida, Kanaga va dir: "Jo era a aquest «f/64 xou» amb Edward Weston, Imogen Cunningham, Willard Van Dyke i Ansel Adams, però jo no era del grup, ni ho vaig estar mai. Jo no era un «Pertanyent».

## Nom i propòsit
A una reunió en la qual es va discutir un nom per al grup. El jove fotògraf Preston Holder, un company d'estudis de Willard Van Dyke, va proposar "Els EUA 256", en relació amb el terme d'obertura 64, del diafragma més tancat de l'objectiu fotogràfic, que dona com a resultat una imatge de màxima nitidesa. Tanmateix, a causa de l'evident confusió que podia tenir amb una carretera dels Estats Units, van acordar Grup f/64.
Encara que el treball dels participants eren diferents, van acordar perseguir un objectiu comú i definir una nova forma de fotografia creativa que havia de destacar-se clarament del tradicional pictorialisme. Els artistes de f/64 creien que la creació fotografia havia de limitar-se als mitjans estrictament fotogràfics concebuts dintre dels paràmetres del realisme; desacreditant tota mixtura de tècniques que qüestionés la «puresa» de l'obra fotogràfica. Es van esforçar per desenvolupar procediments fotogràfics innovadors, sent el més important el sistema zonal desenvolupat per Ansel Adams.

En aquest respecte, Edward Weston diria: 
| « | Desitjo presentar la bellesa pura que un objectiu pot reproduir amb tota exactitud, sense interferència de l'efecte artístic. | » |

La historiadora de fotografia Naomi Rosenblum descriu com la visió del Grup f/64 es va centrar en: «el que els envoltava en abundància: el paisatge, el creixement orgànic i la vida rural continua sent viable assenyalar la seva visió a la classe d'objectes agraris que havien desaparegut de la consciència de molts habitants de les ciutats de l'est -pals de tanques, sostres de graner i eines de granja- que tracten aquests objectes amb el mateix escrutini agut com els alts forns a l'est. Tanmateix, també a Califòrnia, aquests temes cerquen una forma de fugida de la vida i l'energia continguda en les imatges, que deriva en molts casos del disseny formal i no de la intensa fe en el futur que tenien com motiu els de l'oest, enamorats de la cultura industrial de la maquinària.»

El 1933, Adams va escriure el següent per a la revista Camera Craft: 
| « | La meva concepció del Grup f/64 és la següent: es tracta d'una organització de fotògrafs professionals i sense ritual formal de procediment, constitució, o qualsevol de les restriccions de les societats secretes artístiques, salons, clubs... El grup es va formar com una expressió del nostre desig de definir la tendència de la fotografia com la vàrem concebre... El nostre motiu no és imposar una escola amb limitacions rígides, o per presentar el nostre treball amb menyspreu bel·ligerant d'altres punts de vista, però per indicar el que nosaltres considerem com a declaracions raonables de la fotografia directa. Les nostres tendències individuals,... les exposicions col·lectives suggereixen aconseguir diferents punts de vista individual, tècnic i emocional, sense apartar-se dels aspectes més simples del recte procediment fotogràfic. | » |

### Manifest
En el seu manifest, els integrants de f/64 explicaven la relació entre el nom i l'estètica que proposaven, així com el seu mode de funcionament i expectatives respecte de la seva funció en el mitjà cultural de la costa Oest dels Estats Units, i la resta del país.
El nom d'aquest grup es deriva del número de diafragma d'una lent fotogràfica. Significa ampliar les qualitats de claror i definició de la imatge fotogràfica, i això és un element important a l'obra dels membres d'aquest Grup.
L'objectiu principal del Grup és presentar mostres amb freqüència que es consideren el millor de la fotografia contemporània de l'Oest; i en resum a l'exposició de l'obra dels seus membres, inclourà obra d'altres fotògrafs que evidenciïn tendències similars a les d'aquest Grup.
El Grup f/64 no pretén cobrir l'espectre complet de la fotografia o indicar a través de la seva selecció de membres alguna opinió despectiva respecte d'aquells fotògrafs que no estan incloses a les seves mostres. Hi ha una gran quantitat de treballadors seriosos en la fotografia, l'estil i tècnica dels quals no estan relacionats als objectius d'aquest Grup.
El Grup f/64 limita els seus membres i autors invitats, a aquells treballadors que estan licitant per definir la fotografia com una forma artística per la simple i directa presentació, fent servir sols mètodes fotogràfics. El grup no mostrarà en cap moment obres que no s'adhereixin a la fotografia pura. La fotografia pura és definida com aquella que no posseeix característiques tècniques, compositives o idees, derivades d'alguna altra forma artística. La producció dels pictorialistes, d'altra banda, indica una devoció a uns certs principis artístics que estan directament relacionats amb la pintura i les arts gràfiques.
Els membres de f/64 creiem que la fotografia, com una forma artística, ha de desenvolupar-se sobre línies definides per les característiques i limitacions del mitjà fotogràfic, i sempre ha de mantenir-se independent de convencions ideològiques d'art i estètica que són reminiscències de períodes històrics i cultures que van antecedir al desenvolupament del mitjà en si mateix.
El Grup agrairà informació relacionada amb qualsevol obra fotogràfica seriosa que hagi escapat a la seva atenció, i s'inclina a establir-se a ell mateix com un Fòrum de Fotografia Moderna.